# Luzhou (Changzhi)
Luzhou (潞州区,  Lùzhōu Qū – „Vorstadt-Bezirk“) ist ein Stadtbezirk der bezirksfreien Stadt Changzhi der chinesischen Provinz Shanxi, der 2018 aus der Zusammenlegung der Stadtbezirke Jiaoqu (郊区) und Chengqu (城区) entstand. Er hat eine Fläche von 344,9  Quadratkilometern und zählt 895.280 Einwohner (Stand: Zensus 2020).

## Administrative Gliederung
Auf Gemeindeebene setzt sich der Stadtbezirk aus 12 Straßenvierteln, fünf Großgemeinden und einer Gemeinde zusammen. 